# Джиммі Марку
Джиммі Марку (алб. Xhimi Marku, нар. 27 серпня 1974, Албанія) — албанський стронгмен який на міжнародній арені представляє Сполучене Королівство.

## Кар'єра стронгмена
Всерйоз про Джиммі як конкурентоспроможного стронгмена заговорили у 2006 році після його перемоги у змаганні Найсильніша людина Анґлії. Окрім цього у 2006 році він брав участь у змаганні Найсильниший у Сполученому Королівстві та посів третє призове місце (його обійшли Ґленн Росс та Террі Голландс). У 2007-му він вдруге посів перше місце у змаганні Найсильніша людина Анґлії що дало йому змогу проходити відбірковий тур до участі у змаганні Найсильніша Людина Світу. Він посів третє місце у групі чотири і відповідно не пройшов далі (1 та 2 місця: Маріуш Пудзяновський та Дейв Остлунд відповідно). 2008 рік став одним з найуспішніших його років: перше місце у змаганні Найсильніша Людина Британії, третя перемога поспіль у змаганні Найсильніша людина Анґлії і друга можливість проходити відбірковий тур до участі у Найсильнішій Людині Світу (вдруге не пройшов). 

## Особисте життя
Нині мешкає в Герроу, Міддлсекс, Анґлія.
1 червня 2011 співробітники поліції виявили у нього в багажнику велику кількість марихуани. Йому було висунуто звинувачення: незаконне зберігання наркотичних рекович з метою їх подальшого збуту. Він був заарештований.